# Sarcophaga ismailiana
Sarcophaga ismailiana är en tvåvingeart som beskrevs av Andy Z. Lehrer 1998. Sarcophaga ismailiana ingår i släktet Sarcophaga och familjen köttflugor.
Artens utbredningsområde är Egypten. Inga underarter finns listade i Catalogue of Life.